# Аквитанская львица
Аквитанская львица — спектакль в постановке московского театра Ленком по исторической пьесе американского драматурга Джеймса Голдмена. Премьера состоялась 8 октября 2010 года. Спектакль идет 3 часа с одним антрактом и является совместным проектом Московского театра ЛЕНКОМ и продюсерской группы ЗАКУЛИСЬЕ.

## В ролях
| Актёр                                                          | Роль                                            |
| -------------------------------------------------------------- | ----------------------------------------------- |
| Инна Чурикова                                                  | Алиенора Аквитанская, королева, жена Генриха II |
| Дмитрий Певцов                                                 | Генрих II Плантагенет, король Англии            |
| Сергей Пиотровский                                             | Ричард Львиное Сердце, их старший сын           |
| Дмитрий Гизбрехт                                               | Джеффри, средний сын                            |
| Игорь Коняхин                                                  | Джон, младший сын                               |
| Алла Юганова, Александра Волкова                               | Эллис, французская принцесса                    |
| Антон Сорокин, Алексей Поляков                                 | Филипп II Август, король Франции                |
| Алексей Кизенков, Виктор Долгий, Сергей Ююкин, Дмитрий Мальцев | Дворецкий                                       |
| Екатерина Мигицко                                              | Камеристка Алиеноры                             |
| Кирилл Петров                                                  | Секретарь Филиппа                               |

## Над спектаклем работали
- Сценическая версия и постановка Глеба Панфилова
- Режиссёр: Ильдар Гилязев
- Сценография Андриса Фрейберга
- Костюмы Кристины Пастернак
- Художник по свету: Сергей Скорнецкий
- Хореограф: Ирина Филиппова
- Автор речитативов и гимна "Патапан" : Марина Саускан
- Технический директор: Дмитрий Кудряшов
- Директор театрального проекта: Марк Варшавер

## Краткое содержание
Спектакль рассказывает об отношениях Алиеноры Аквитанской и Генриха II, родителей знаменитого короля Ричарда Львиное Сердце. Король Генрих II на склоне лет должен огласить имя наследника трона. Ради этого события в замок прибывает его жена Алиенора Аквитанская, освобожденная из тюремного заключения. На торжественном приёме собираются вместе трое королевских сыновей — Ричард, Джеффри и Джон. Семью нельзя назвать счастливой, все друг друга ненавидят, и объединяет их лишь одно — желание заполучить корону и готовность пойти до конца ради обладания ею. Спектакль полон заговоров, интриг и коварных союзов между членами семьи. Точку в этом противостоянии поставит открытая вражда.

## Пресса и зрители о спектакле
Пресса восприняла спектакль положительно, множество лестных зрительских отзывов получила игра Инны Чуриковой (Алиенора Аквитанская) и Дмитрия Певцова — исполнителя роли Генриха II:
"Если что и заставляет отнестись к спектаклю Панфилова всерьёз, так это, как ни удивительно, игра Дмитрия Певцова. Фактурный и технически оснащенный артист не просто не проигрывает на сцене своей партнерше. Он едва ли не впервые в жизни пытается сыграть роль почти трагическую. И, надо сказать, несколько раз в течение спектакля он в этой роли очень убедителен".
"В игре Певцова появляются тот объём и драматизм, которых прежние его роли были лишены".
Также высоко была оценена музыкальная составляющая спектакля. Ансамбль солистов PATAPAN и солист Московской филармонии Владимир Лазерсон исполняют множество мелодий вживую, используя в том числе старинные музыкальные инструменты, такие как лютня.